# Dragon Ball Z: Extreme Butōden
Dragon Ball Z: Extreme Butōden (ドラゴンボールZ 超究極武闘伝, Doragon bōru zetto: Chō kyūkyoku butōden, littéralement « Dragon Ball Z : L’ultime champ de bataille ») est un jeu vidéo de combat développé par Arc System Works et édité par Bandai Namco Games sur l'univers de Dragon Ball Z. Le jeu est sorti sur Nintendo 3DS le 11 juin 2015 au Japon et est sorti en octobre 2015 en Europe et en Amérique du Nord

## Système de jeu
Le jeu est en 2D et propose 25 personnages jouables. Le joueur peut utiliser des Ultimate Arts, qui sont des attaques spéciales, ainsi que faire appel à des Z Assists, des personnages de soutien qui viennent aider le joueur durant son combat, comme Bulma ou Chichi. Le gameplay et le concept de jeu se rapprochent de Supersonic Warriors 2.
Le jeu comporte un mode histoire qui retrace les arcs de Dragon Ball Z depuis l'atterrissage des Saiyans jusqu'à l'arrivée de Majin Buu. Les arcs Broly, Bardock et Beerus sont également présents. Il est possible d'incarner les antagonistes.

## Contenu

### Personnages jouables
| | |
| - Son Goku (Normal, Super Saiyan, Super Saiyan God, Super Saiyan God Super Saiyan) - Son Gohan adolescent (Normal, Super Saiyan 2) - Son Gohan ultime (Normal, Super Saiyan) - Vegeta (Normal, Super Saiyan) - Trunks du futur (Super Saiyan) - Gotenks (Super Saiyan) - Krilin - Piccolo | - Raditz - Nappa - Ginyu - Freezer (forme finale) - C-18 - Cell (Parfait) - Majin Boo - Petit Boo - Beerus - Bardock (Normal ) - Broly (Super Saiyan Légendaire) |

### Personnages de soutien
| Personnages disponible de base ou à débloquer : | Personnages disponible de base ou à débloquer : | Personnages disponible de base ou à débloquer : | Personnages disponible de base ou à débloquer : | Personnages disponible de base ou à débloquer : | Personnages disponible de base ou à débloquer : |
| --- | --- | --- | --- | ----------------------------------------------- | ----------------------------------------------- |
| - Chichi - Bulma - Oolong - Puerth - Son Goku enfant - Son Goku bébé - Lunch - Tortue Géniale - Jacky Chun - Arbitre du Tenkaichi Budokai - Baba la voyante - Grand-père Son Gohan - Son Goten (normal) - Trunks enfant (normal) - Pan - To le carotteur - Tao Pai Pai - Tortue - Maître Karin - Dr Brief - Mr. Popo | - Shenron - Démon Piccolo - Pilaf Machine - Mr. Satan - Videl - Great Saiyaman - Yajirobé - Dendé - Saichoroshi - Yamcha - Ten Shin Han - Chaozu - Bubbles - Maître Kaio - Kibito - Kaio Shin - Vieux Kaio Shin - Mighty Mask - Oob - Majoob - Oozaru - Saibaman - C-8 | - Kinto-un - Commandant Blue - Diableman - Freezer (forme 1, 2, 3 et forme dorée) - Metal Freezer - Cooler (forme finale) - Metal Cooler - Zarbon (normal) - Dodoria - Ghourd - Jeese - Butta - Reacum - C-16 - C-17 - Super C-17 - C-19 - Dr Gero - Cell Jr. - Cell (forme 1 et 2) - Paikûhan - Yam - Spopovitch | - Dabra - Vegeta (Majin) - Son Goku (Super Saiyan 4) - Vegeto (Super Saiyan) - Gogeta (Super Saiyan, Super Saiyan 4) - Super Boo - Babidi - Yacon - Li Shenron - Ryan Shenron - San Shenron - Suu Shenron - Uu Shenron - Ryu Shenron - Chi Shenron - Super C-13 - Bojack (puissance maximale) - Garlic Jr. - Dr. Willow - Thalès - Janemba - Tapion - Hildegarn - Chilled - Whis |                                                 |                                                 |
| Personnages à débloquer via un QR code ou des données d'autres jeux Dragon Ball : | | | |                                                 |                                                 |
| - Jaco - Gine - Vegeta (Super Saiyan 4) - Vegeta (Super Saiyan God Super Saiyan) | | | |                                                 |                                                 |

## Commercialisation
Dans le magazine V-Jump du mois de juin 2015 est publié un QR code permettant de télécharger une démo du jeu limitée à 30 utilisations. Cette démo propose comme personnages jouables Goku, Vegeta, Gohan, et Majin Buu ainsi que huit personnages de soutien. Un code permet de débloquer Vegeta Super Saiyan God Super Saiyan en tant que personnage de soutien. De plus, posséder des données de cette démo permet de débloquer une version jouable de Goku Super Saiyajin God Super Saiyajin dans la version complète du jeu,.
Lors de sa sortie au Japon, les acheteurs ayant pré-commandé le jeu reçoivent un code pour récupérer Golden Freezer du film Dragon Ball Z : La Résurrection de ‘F’, une carte permettant d'incarner Son Goku dans sa tenue de La Résurrection de ‘F’ pour Dragon Ball Heroes et un code pour télécharger Dragon Ball Z: Super Butōden 2 de la Super Nintendo. De plus, les personnes disposant d'une sauvegarde du jeu Dragon Ball Heroes: Ultimate Mission 2 sur leur console Nintendo 3DS peuvent invoquer le personnage de Vegeta Super Saiyan 4.